# 博伊

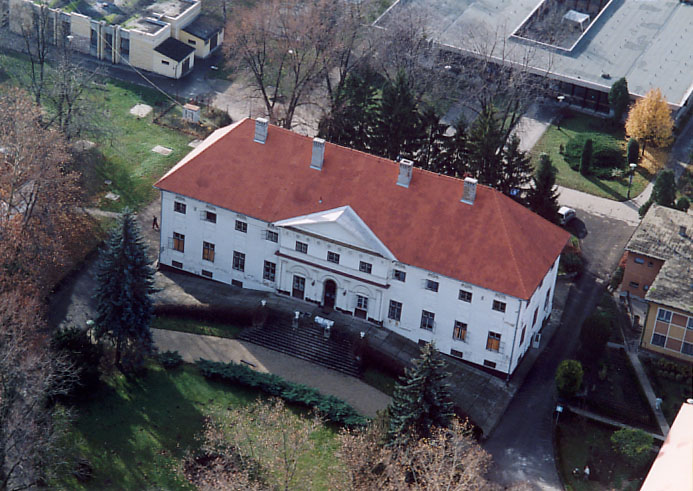

博伊是匈牙利的城鎮，位於該國南部，距離首府佩奇30公里，由巴蘭尼亞州負責管轄，面積25.38平方公里，2011年人口3,984，其中約七成居民信奉天主教。